# Uhta
Uhta (ruski: Ухта) je važni grad u republici Komi u sjeverozapadnoj Rusiji. Nalazi se na rijeci Uhti, 325 km od Syktyvkara.
Naselje je osnovano kao "logorno mjesto" (ruski: "лагерный пункт")  Čibju (ruski: Чибью) 1929. (prema nevelikoj rječici, koja se ulijeva u rijeku Uhtu). 1939. je preimenovano u selo Uhtu. Dobilo je gradski status 20. studenog 1943. kada je povezano s Pečorskom prugom.
Broj stanovnika: 96.000 (2001.)
Uhta se nalazi u porječju rijeke Pečore, inače vrlo važnog naftno/plino- nosnog područja. Nešto od Uhtine nafte se lokalno rafinira; veći dio se odvodi cjevovodima u naftne rafinerije u Petrograd i u Moskvu.
Grad se proširio 40-ih i 50-ih godina 20. stoljeća uporabom prisilne radne snage, koju su činili politički zatvorenici Staljinova režima.
11. srpnja 2005. eksplozija plina je ubila 16 ljudi u prodavaonici. Prema policijskim izvorima, izvor eksplozije je bio plinska boca.

## Vanjske poveznice
- Službena Uhta  Arhivirana inačica izvorne stranice od 12. travnja 2009. (Wayback Machine)
- Uhta - gradske stranice  Arhivirana inačica izvorne stranice od 5. travnja 2006. (Wayback Machine)
- Info o gradu  Arhivirana inačica izvorne stranice od 23. travnja 2010. (Wayback Machine)
- Biser ruskog sjevera - Uhta  Arhivirana inačica izvorne stranice od 30. prosinca 2006. (Wayback Machine)